# Tibor Jankovics
Tibor Jankovics (* 20. září 1960 Komárno) je bývalý československý a slovenský zápasník – klasik maďarské národnosti.

## Sportovní kariéra
Zápasení se věnoval od 15 let v rodném Komárně v klubu TJ Slávia. Po vojně ve Fiľakovu se přesunul do Česka do Teplic. Teplických klub Sklo Union Teplice reprezentoval v lize od roku 1981 a zároveň se začal specializovat na zápas řecko-římský. Do československé reprezentace klasiků vedené Vítězslavem Máchou se dostal od roku 1982. Startoval v muší váze do 52 kg. Záhy přestoupil do ostravského Baníku, kde měl lepší podmínky pro přípravu. V roce 1984 přišel o start na olympijských hrách v Los Angeles kvůli bojkotu.
Od roku 1985 se vrátil na Slovensko, kde se připravoval v armádním tréninkovém středisku Dukly v Trenčíně pod vedením Jaroslava Meduny. V roce 1988 startoval na olympijských hrách v Soulu pod vedením mladého reprezentačního trenéra Ervína Vargy. V úvodních kolech základní skupiny A se vyhnul velkým jménům. Ve čtvrtém kole měl štěstí na volný los, ve kterém z turnaje vypadl jeho velký soupeř Bulhar Christo Filčev. V pátém kole prohrál před časovým limitem technickou převahou s ruským Sovětem Alexandrem Ignatěnkem. V šestém kole prohrál před časovým limitem technickou převahou s Japoncem Acudžim Mijaharou. Ve skupině A skončil na třetím místě a postoupil do souboje o celkové páté místo proti Poláku Romanu Kierpaczovi. S Polákem prohrál před časovým limitem technickou převahou a obsadil konečné 6. místo.
Od roku 1989 patřil k nejstabilnějším členům československé reprezentace, ale na medaili z velké sportovní akce nedosáhl. Sportovní kariéru ukončil v roce 1992 potom co nebyl nominován na olympijské hry v Barceloně.
Pracuje v zemědělství v rodném Komárně.

### Výsledky v zápasu řecko-římském
| Turnaj             | 1982 | 1983 | 1984 | 1985 | 1986 | 1987 | 1988 | 1989 | 1990 | 1991 | 1992 |
| Turnaj             | 22   | 23   | 24   | 25   | 26   | 27   | 28   | 29   | 30   | 31   | 32   |
| Turnaj             | –52  | –52  | –52  | –52  | –52  | –52  | –52  | –52  | –52  | –57  | –52  |
| ------------------ | ---- | ---- | ---- | ---- | ---- | ---- | ---- | ---- | ---- | ---- | ---- |
| Olympijské hry     |      |      | —    |      |      |      | 6.   |      |      |      | —    |
| Mistrovství světa  | úč.  | 7.   |      | úč.  | 5.   | 8.   |      | úč.  | úč.  | —    |      |
| Mistrovství Evropy | úč.  | úč.  | 4.   | 4.   | 7.   | 5.   | —    | 4.   | úč.  | úč.  | úč.  |